# Тримбл (Тенеси)
Тримбл (енгл. Trimble) град је у америчкој савезној држави Тенеси.

## Демографија
По попису из 2010. године број становника је 637, што је 91 (-12,5%) становника мање него 2000. године.
| Група             | 2000.       | 2010.       |
| Белци             | 711 (97,7%) | 593 (93,1%) |
| Афроамериканци    | 5 (0,7%)    | 15 (2,4%)   |
| Азијати           | 0 (0,0%)    | 1 (0,2%)    |
| Хиспаноамериканци | 7 (1,0%)    | 13 (2,0%)   |
| Укупно            | 728         | 637         |